# Hillsborough stadion
A Hillsborough stadion labdarúgó-stadion Sheffieldben, Angliában.
A stadion a Sheffield Wednesday otthonául szolgál.
Az 1966-os labdarúgó-világbajnokság és az 1996-os labdarúgó-Európa-bajnokság egyik helyszíne volt. Befogadóképessége 39 732 fő számára biztosított, amely mind ülőhely.

## Története
A stadion 1899-ben épült és az óta a Sheffield Wednesday otthona. A legnagyobb Premier Leaguen kívüli stadionnak számít Angliában.

### Hillsborough-tragédia
1989. április 15-én az angol futball és a sportág történetének egyik legsúlyosabb tragédiája a Hillsborough stadionban történt. A Liverpool és a Nottingham Forest között rendezett FA-kupa elődöntő mindössze 6 percig tartott, miután a Liverpool szurkolók részére biztosított szektorok túlzsúfoltak lettek, aminek következtében pánik tört ki. A megrázó események következtében 97 ember életét vesztette.

## Események

### 1966-os világbajnokság
| Dátum       | Időpont UTC+2 | Pályaválasztó | Eredmény | Vendég  | Forduló     | Nézők  |
| ----------- | ------------- | ------------- | -------- | ------- | ----------- | ------ |
| 1966.07.12. | 20.30         | NSZK          | 5–0      | Svájc   | B csoport   | 36 127 |
| 1966.07.15. | 20.30         | Spanyolország | 2–1      | Svájc   | B csoport   | 32 028 |
| 1966.07.19. | 20.30         | Argentína     | 2–0      | Svájc   | B csoport   | 32 127 |
| 1966.07.23. | 16.00         | NSZK          | 4–0      | Uruguay | Negyeddöntő | 40 007 |

### 1996-os Európa-bajnokság
| Dátum       | Időpont UTC+2 | Pályaválasztó | Eredmény | Vendég     | Forduló   | Nézők  |
| ----------- | ------------- | ------------- | -------- | ---------- | --------- | ------ |
| 1996.06.09. | 20.30         | Dánia         | 1–1      | Portugália | D csoport | 34 993 |
| 1996.06.16. | 19.00         | Horvátország  | 3–0      | Dánia      | D csoport | 33 671 |
| 1996.06.19. | 17.30         | Törökország   | 0–3      | Dánia      | D csoport | 28 951 |